# المركز القومي لدراسات السلامة والصحة المهنية
المركز القومي لدراسات السلامة والصحة المهنية وانشئ المركز بقرار رقم 932 لسنة 1969. وكان يسمى المركز القومي لدراسات الأمن الصناعي بعد القرار الجمهوري رقم 333 لسنة 2003 تم تعديل المسمى إلى المركز القومي لدراسات السلامة والصحة المهنية.
يختص المركز بالاشتراك مع الوزارة المختصة، بغمل الخطط المركزية للبحوث والدراسات في مجالات السلامة والصحة المهنية وتأمين بيئة العمل طبقا لنتائج التحليل الإحصائي لحوادث العمل بالمنشآت، مع متابعة التنفيذ بالتنسيق مع الأجهزة المعنية في الوزارة ذات الإختصاص، وذلك وفقا للقواعد والإجراءات التي يصدرها الوزير المختص.

## مهام المركز

### تدريب
يعتبر التدريب أحد الأنشطة الرئيسية التي يقوم بها المركز لمعاونة المنشآت على التطبيق السليم لنظم السلامة والصحة المهنية.
وذلك من خلال خطة سنوية تضم عددا من البرامج الأساسية والمتقدمة للجهاز الوظيفي للسلامة والصحة المهنية تطبيقا للقرار الوزاري 134 لسنة 2003.
وبرامج الوقاية من الحريق وبرامج نوعية ومتخصصة تبدأ في كل عام من شهر يوليو.

### خدمات ميدانية
تقوم إدارة الخدمات الميدانية بدراسة الخطابات الواردة للمركز من المنشأت طالبة الخدمة عن طريق الفاكس أو البريد أو استقبال العملاء وتقديم المساعدات اللازمة والرد على الاستفسارات المطلوبة.

## المهام
يختص المركز بمعاونة المنشأت على اختلاف مستوياتها في دراسة مشاكل السلامة والصحة المهنية وتأمين بيئة العمل، وايجاد الحلول المناسبة لها، وتقديم الخدمات والمعونة الفنية في مجالات السلامة والصحة المهنية وتأمين بيئة العمل، كما يختص بوضع الخطط المركزية للبحوث والدراسات في هذة المجالات ويتابع تنفيذها بالتنسيق مع الأجهزة المعنية بوزارة القوى العاملة والهجرة بما يكفل النهوض بمستوى السلامة والصحة المهنية وتأمين بيئة العمل في أماكن العمل وحماية مقومات الإنتاج المادية والبشرية.

## الأهداف
في ظل النمو المتزايد لاستخدام التكنولوجيا في كافة المجالات وما يترتب على ذلك من مخاطر في بيئة العمل أصبح من الضروري تأمين بيئة العمل للحد من الخاطر المصاحبة للاستخدام المتزايد لهذه التكنولوجيا في كافة المجالات.
ومن هنا يهدف المركز الى تنفيذ اشتراطات السلامة والصحة المهنية داخل بيئة العمل من خلال المحاور الآتيه:
1. عقد دورات تدريبية داخلية بالمركز الرئيسي وفروعه الثلاثة (السويس - الإسكندرية - أسيوط).
2. عقد دورات تدريبية خارجية (بالمنشآت) بناءا على طلب المنشأة.
3. إجراء الدراسات الميدانية لمشاكل السلامة والصحة المهنية وتأمين بيئة العمل وإعداد البحوث البيئية الهندسية والمعملية والاكلينيكية التي تلزم لكشف أسباب هذه المشاكل واقتراح الحلول التشريعية والوسائل الفنية لعلاجها.
4. تنظيم المؤتمرات المحلية والإقليمية لبحث مشاكل السلامة والصحة المهنية وتأمين بيئة العمل والاشتراك في المؤتمرات الخارجية التي تعقد لهذا الغرض.
5. ترشيح الباحثين في بعثات عملية وعلمية للتخصص في مختلف علوم السلامة والصحة المهنية وتأمين بيئة العمل وأساليب تطبيقها.
6. نشر الأبحاث والبيانات العلمية وتبادلها مع الجهات العلمية التي تعمل في مجال السلامة والصحة المهنية وتأمين بيئة العمل سواء داخل الجمهورية أو خارجها.

## رؤساء المركز
رؤوساء المركز القومي لدراسات السلامة والصحة المهنية هم:
حسن محمد شحاتة، وزير القوى العاملة، رئيس مجلس إدارة المركز.
د.تامر بدوي، وكيل أول الوزارة، مدير عام المركز.